# Islande au Concours Eurovision de la chanson 2015
L'Islande a annoncé en 2014 sa participation au Concours Eurovision de la chanson 2015 à Vienne, en Autriche. 
María Ólafsdóttir est sélectionnée comme représentante le 14 février 2015, à la suite de sa victoire lors de la finale nationale Söngvakeppni Sjónvarpsins 2015 avec sa chanson Unbroken.

## Sélection

### Format
La sélection est constituée de trois émissions et réunit douze artistes et leurs chansons. Tout d'abord, deux demi-finales ont lieu. Chacune voit six artistes participer puis trois d'entre eux se qualifient via le télévote islandais. Au terme des deux demi-finales, un des artistes éliminés est repêché par un jury de professionnels. 
Lors de la finale, les sept artistes encore en lice participent. Après un premier tour vote — mélangeant pour moitié le télévote islandais et, pour l'autre moitié, le vote d'un jury de professionnels — deux artistes se qualifient pour la « superfinale ». Le télévote seul sélectionne alors le vainqueur de la sélection lors d'un deuxième tour de vote parmi les deux artistes encore en lice.

### Chansons
Les douze chansons sont interprétées en islandais lors des demi-finales. Lors de la finale cependant, les artistes interprètent les chansons telles qu'ils souhaitent les présenter à l'Eurovision, ce qui inclut la traduction dans une autre langue.
| Artiste                 | Chanson               |
| ----------------------- | --------------------- |
| Bjarni Lárus Hall       | Brotið gle            |
| Björn og félagar        | Piltur og stúlka      |
| Cadem                   | Fyrir alla            |
| Elín Sif Halldórsdóttir | Í kvöld               |
| Erna Hrönn Ólafsdóttir  | Myrkrið hljótt        |
| Friðrik Dór             | Í síðasta skipti      |
| Haukur Heiðar Hauksson  | Milljón augnablik     |
| Hinemoa                 | Þú leitar líka að mér |
| María Ólafsdóttir       | Lítil skref           |
| Regína Ósk              | Aldrei of seint       |
| Stefanía Svavarsdóttir  | Augnablik             |
| Sunday                  | Fjaðrir               |

### Émissions

#### Première demi-finale
- Qualifiés

| Ordre | Artiste                 | Chanson               | Télévote | Place |
| ----- | ----------------------- | --------------------- | -------- | ----- |
| 1     | Erna Hrönn Ólafsdóttir  | Myrkrið hljótt        | 2 958    | 4     |
| 2     | Hinemoa                 | Þú leitar líka að mér | 2 738    | 5     |
| 3     | Elín Sif Halldórsdóttir | Í kvöld               | 6 857    | 2     |
| 4     | Friðrik Dór             | Í síðasta skipti      | 6 970    | 1     |
| 5     | Stefanía Svavarsdóttir  | Augnablik             | 2 427    | 6     |
| 6     | Björn og félagar        | Piltur og stúlka      | 6 616    | 3     |

#### Deuxième demi-finale
- Qualifiés
- Wildcard du jury

| Ordre | Artiste                | Chanson           | Télévote | Place |
| ----- | ---------------------- | ----------------- | -------- | ----- |
| 1     | Haukur Heiðar Hauksson | Milljón augnablik | 2 899    | 4     |
| 2     | María Ólafsdóttir      | Lítil skref       | 6 428    | 1     |
| 3     | Sunday                 | Fjaðrir           | 3 185    | 3     |
| 4     | Regína Ósk             | Aldrei of seint   | 2 190    | 6     |
| 5     | Bjarni Lárus Hall      | Brotið gler       | 2 351    | 5     |
| 6     | Cadem                  | Fyrir alla        | 4 953    | 2     |

#### Finale
- Qualifiés

| Ordre | Artiste                 | Chanson           | Télévote | Télévote | Jury | Total | Place |
| ----- | ----------------------- | ----------------- | -------- | -------- | ---- | ----- | ----- |
| 1     | Cadem                   | Fly               | 6 491    | 5        | 4    | 9     | 6     |
| 2     | Sunday                  | Feathers          | 8 539    | 7        | 6    | 13    | 5     |
| 3     | Björn og félagar        | Piltur og stúlka  | 8 444    | 6        | 10   | 16    | 4     |
| 4     | María Ólafsdóttir       | Unbroken          | 21 437   | 10       | 7    | 17    | 2     |
| 5     | Elín Sif Halldórsdóttir | Dance Slow        | 14 409   | 8        | 8    | 16    | 3     |
| 6     | Friðrik Dór             | Once Again        | 21 834   | 12       | 12   | 24    | 1     |
| 7     | Haukur Heiðar Hauksson  | Milljón augnablik | 4 239    | 4        | 5    | 9     | 7     |

- Vainqueur

| Ordre | Artiste           | Chanson    | Télévote | Place |
| ----- | ----------------- | ---------- | -------- | ----- |
| 1     | María Ólafsdóttir | Unbroken   | 70 774   | 1     |
| 2     | Friðrik Dór       | Once Again | 55 850   | 2     |

## À l'Eurovision
L'Islande participe à la seconde demi-finale, le 21 mai 2015. Arrivant 15e avec 14 points, le pays échoue à se qualifier en finale. C'est le premier échec du pays depuis 2007.